# Сенет

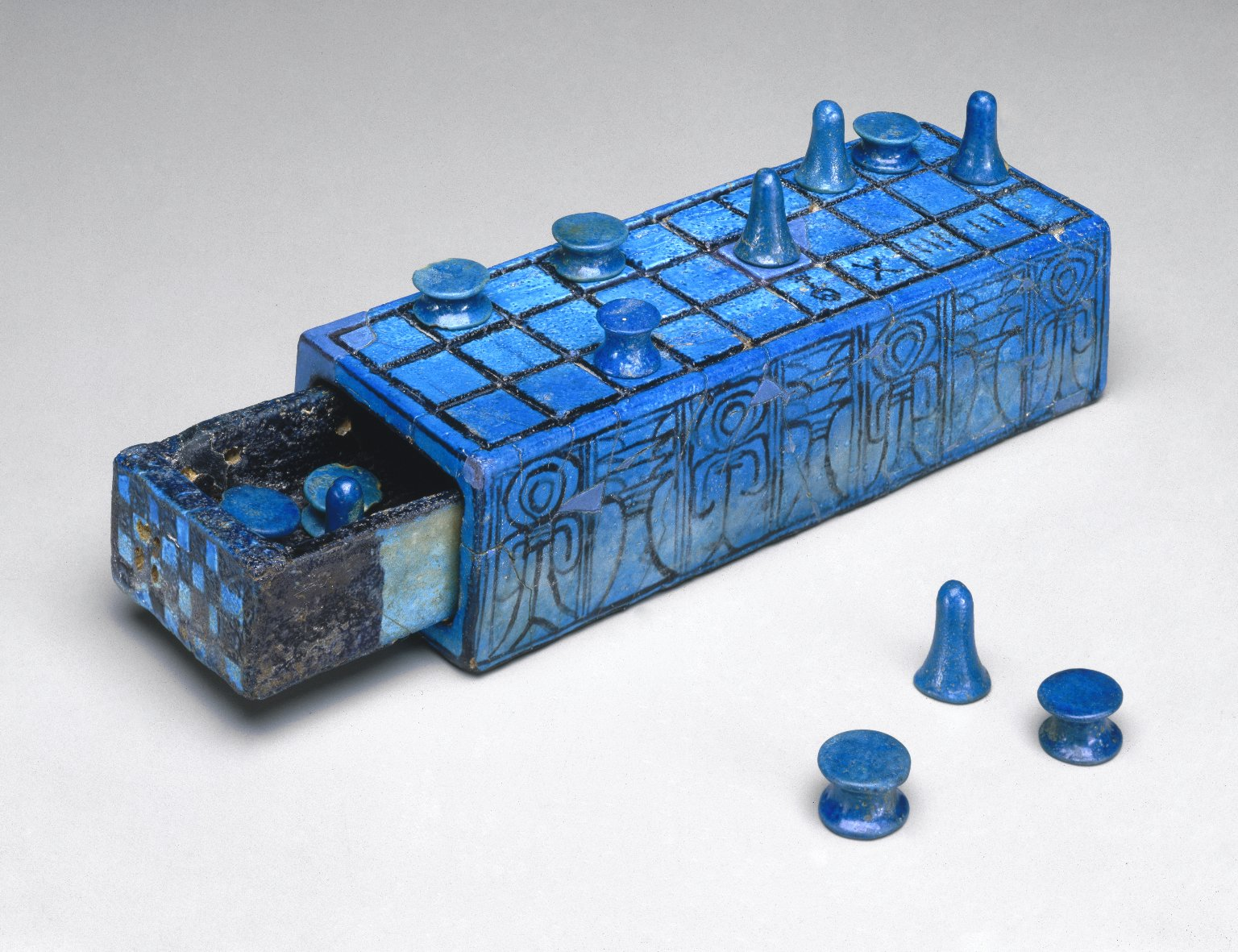
Ігрова дошка сенет, з підписом для Аменхотеп III з окремим розсувним ящиком, бл. 1390—1353 до н. е.

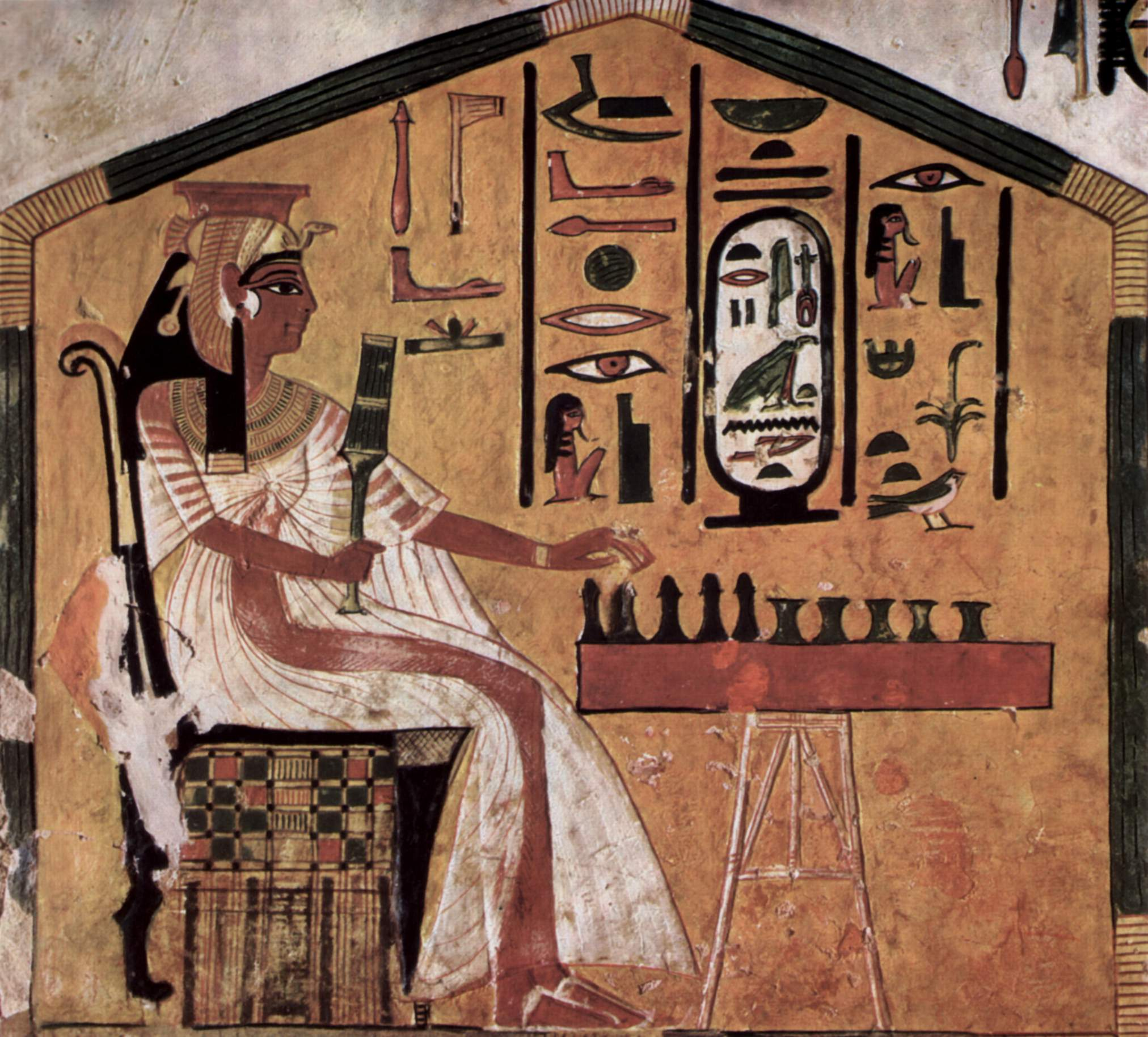
Картина в гробниці єгипетської королеви Нефертарі (1295—1255 до н. е.)

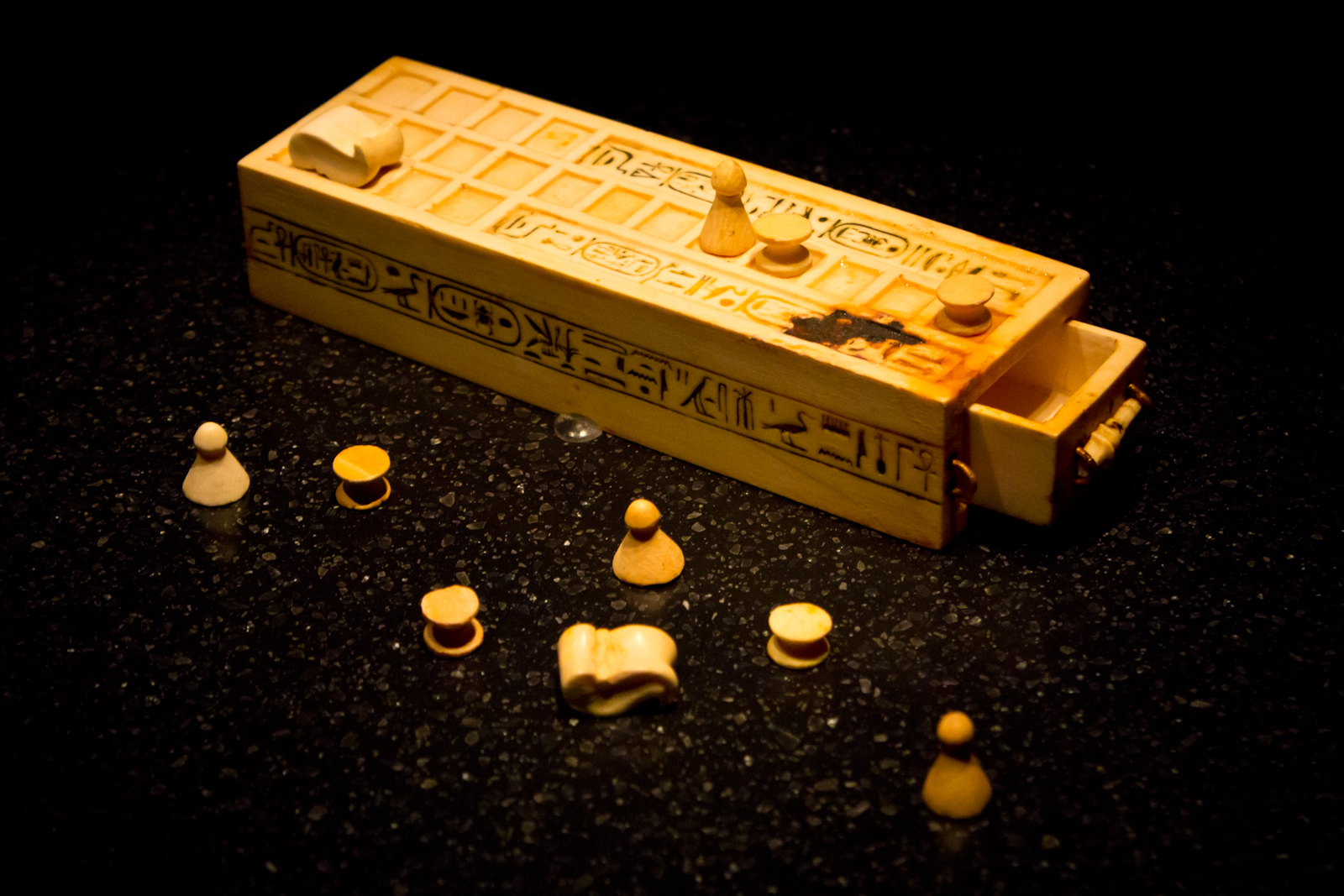
Гра з гробниці Тутанхамона. Каїрський музей

Сенет — це настільна гра з давнього Єгипту, оригінальні правила якої є невідомі.

## Назва
| O34 · N35 · X1 | Y5 |

Найдавніший ієрогліф, що нагадує гру сенет, датується приблизно 3100 р. до н. е. Повна назва гри в єгипетській мові вважається zn.t nt ḥˁb, що означає «гра проходження».

## Історія
Сенет — одна з найстаріших відомих настільних ігор. Фрагментарні дошки, які могли бути сенетом, знайдені в похованнях Першої династії в Єгипті бл. 3100 до н. е.. Ієрогліф, що нагадує дошку сенет, з'являється в гробниці Меркнера (3300—2700 до н. е.). Перша однозначна картина цієї старовинної гри — з гробниці Третьої династії Гесі-Ра (приблизно 2686—2613 рр. до н. е.). Люди в сенет на фресці в гробниці Рашепеса, а також з інших гробниць П'ятої та Шостої династій (приблизно 2500 р. до н. е.). Найдавніші неушкоджені дошки сенет датуються Середнім Королівством, але графіті на пам'ятниках П'ятої та Шостої династії можуть датуватися ще Старим Царством.
Принаймні до часів Нового царства в Єгипті (1550—1077 до н. е.), сенет була задумана як уявна подорож ка (душі) до потойбічного життя. Цей зв'язок зафіксований у «Великому ігровому тексті», який міститься у ряді папірусів. Про гру також згадується у главі XVII «Книги мертвих». Дослідження дошки сенет в Розенкройському єгипетському музеї, що датується раннім Новим Царством, показало еволюцію гри від її світського походження до більш релігійного артефакту.
У сенет також грали сусідні з Єгиптом народи. Він знайдений у Леванті на таких ділянках, як Арад та Бібл, а також на Кіпрі. Через місцеву практику виготовляти ігри з каменю на Кіпрі було знайдено більше ігор, ніж у Єгипті.

## Ігровий процес

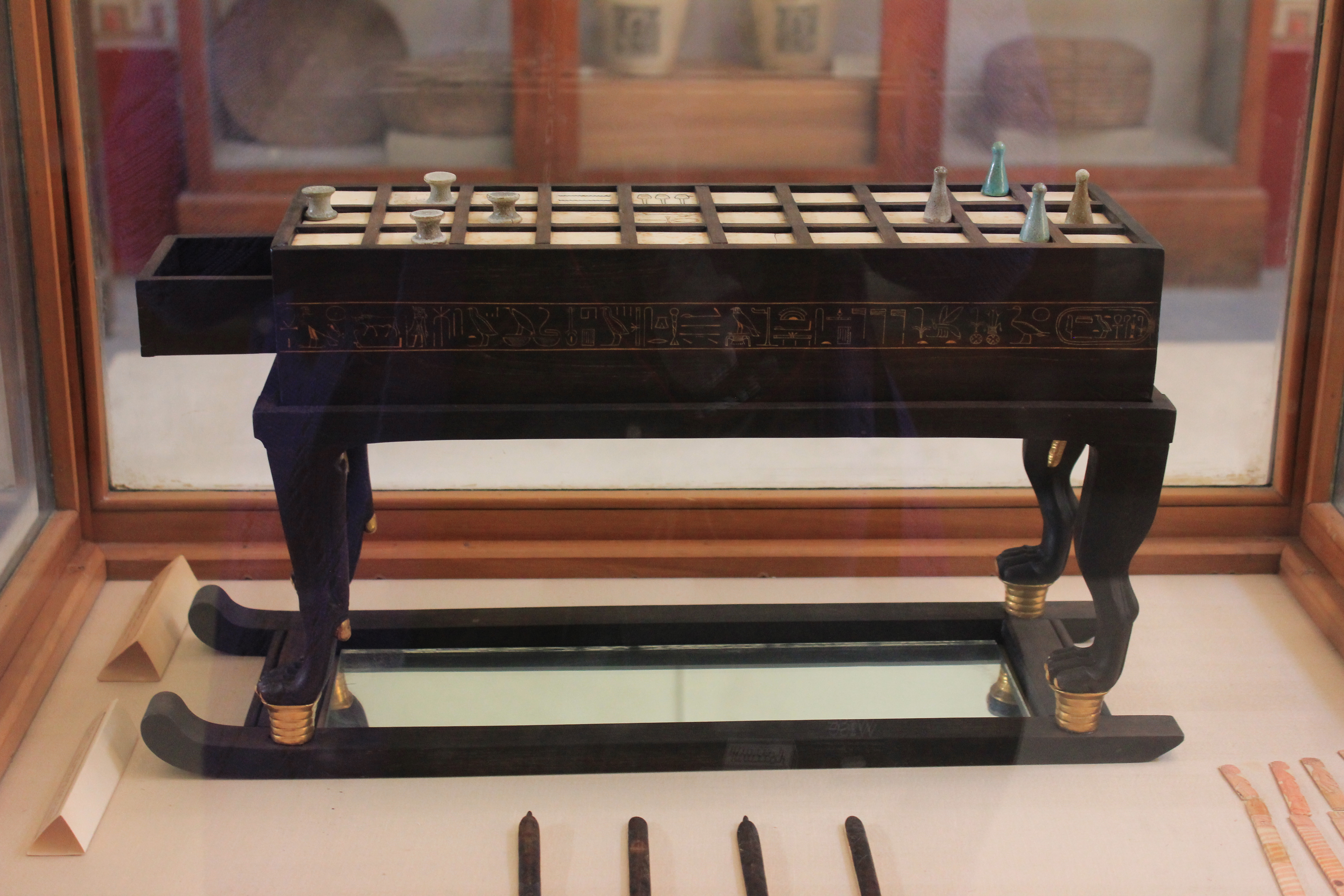
Стіл для гри

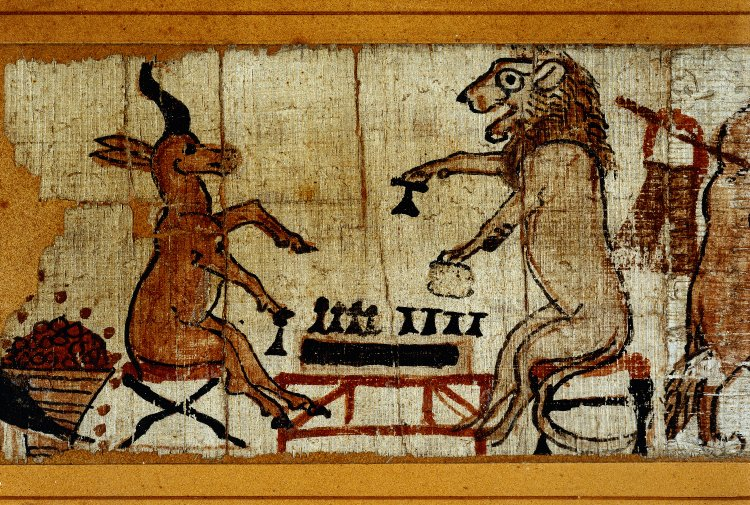
Лев та газель грають у сенет з Туринського еротичного папірусу

Ігровий майданчик для сенету — це сітка з 30 квадратів, розташованих у три ряди по десять. Дошка має два набори пішаків (щонайменше п'ять з них). Хоча деталі правил гри є предметом дискусії, історики Тімоті Кенделл та Роберт Белл зробили власну реконструкцію гри. Ці правила ґрунтуються на фрагментах текстів, яким понад тисячу років, за які процес гри міг змінитися. Тому навряд чи ці правила відображають точний перебіг давньоєгипетського ігрового процесу. Їх правила прийняли продавці сучасних наборів. Сцени, знайдені в гробницях Старого Царства, датуються 2686—2160 до н. е., показують, що сенет був грою позиційною, у якій виграш залежав від стратегії та удачі.
У обговоренні настільних ігор в Копенгагенському університеті, Данія, Еспен Арсет запитала, чи можна вважати, що гра сенет все ще існує, враховуючи, що правила її невідомі. У відповідь Олександр де Фогт із Американського природничого музею зазначив, що в іграх не було встановленого набору правил, і правила змінювались у часі та від місця до місця. Більше того, багато гравців ігор навіть сьогодні не знають «офіційних правил».
Історик ігор Едді Дагган (Університет Суффолка) також досліджував правила гри.